# Yrkesjägare

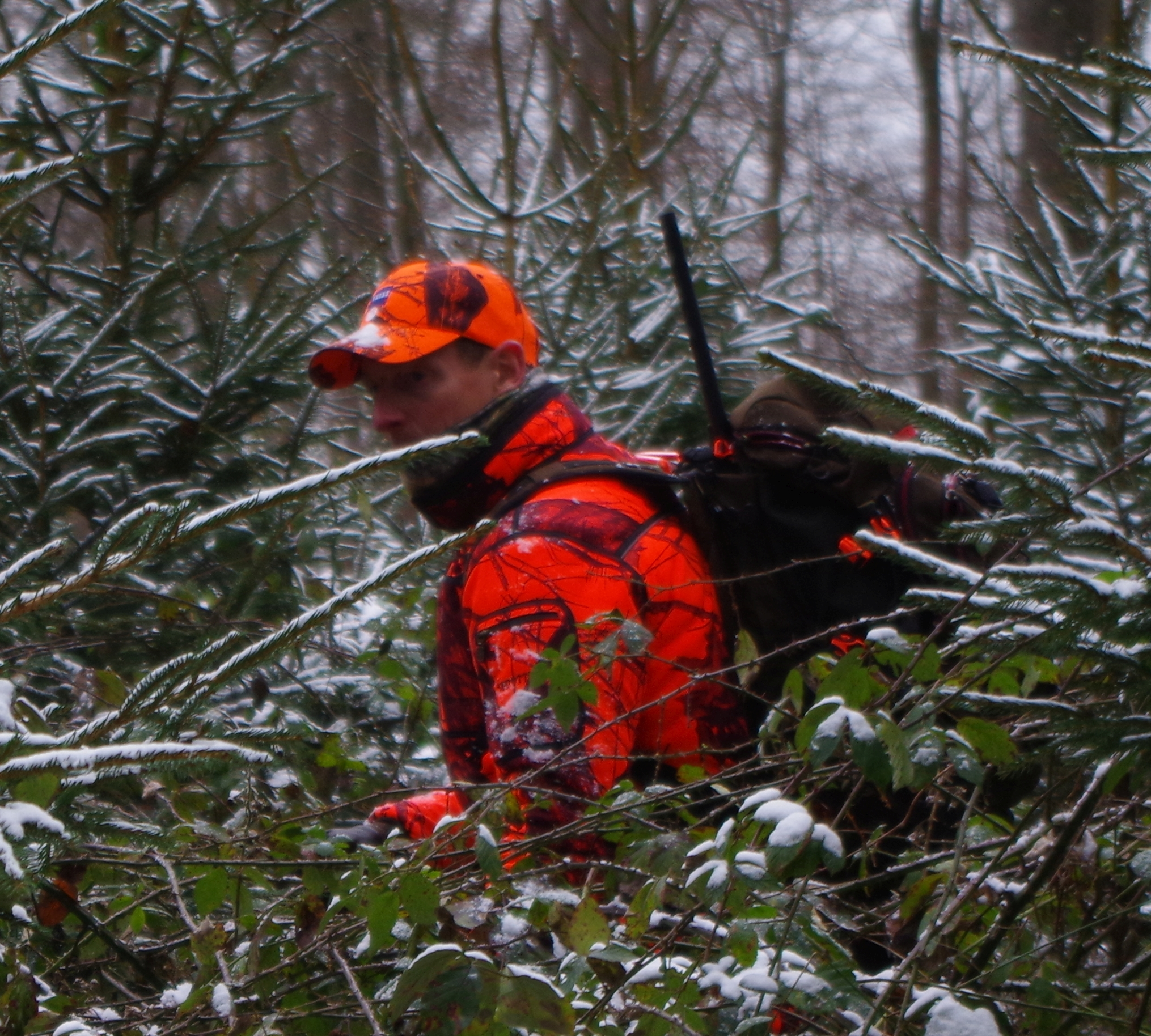
Paul Childerley, en engelsk yrkesjägare

Yrkesjägare, eller viltvårdare, är en person som är anställd för att ansvara för jakt och viltvård på till exempel ett gods. 
På engelska kallas det för gamekeeper, och översätts ibland felaktigt till skogvaktare. Till yrkesjägarens arbetsuppgifter hör att utföra viltvård som utfodring, biotopvård och predatorkontroll.
Ofta ingår även uppfödning och utplantering av vilt som till exempel fasan och gräsand. Även avskjutning av till exempel rådjur och hjort i syfte att förbättra stammarnas kvalitet hör till arbetsuppgifterna. Yrkesjägaren brukar även leda och organisera större jakter och i förekommande fall jaktturism, s.k. korttidsjakter. De flesta yrkesjägare är utbildade viltmästare.